# Bofors 37 mm pansarvärnskanon
Bofors 37 mm pansarvärnskanon var en pansarvärnskanon som konstruerades av svenska Bofors under tidigt 1930-tal på beställning av svenska Kungliga Arméförvaltningen och kom i bruk som 37 mm infanterikanon m/34, dock senare ombetecknad till pansarvärnskanon. Vapnet kom även att exporteras till och licenstillverkas i ett flertal länder; bland annat köpte Finland och Polen licens för egentillverkning.
Bofors kom även att konstruera en version av kanonen för montering i stridsvagnstorn, en så kallad stridsvagnskanon. Denna kom att köpas av Nederländerna redan 1935 som pansarbilsvapen men kom primärt att brukas av Sverige från och med 1938 som 37 mm kanon m/38 strv i diverse stridsvagnar.
Vapnet kom att användas i både spanska inbördeskriget och andra världskriget där den enkelt kunde bekämpa lätta stridsvagnar och pansarbilar. Dess höga eldhastighet och mobilitet gjorde vapnet populärt bland trupper då man lätt kunde slå ut flera mål samt byta position i snabb följd. 
När tyngre stridsvagnar började bli vanliga under början av 1940-talet blev kanonen snabbt relegerad till en mer mångsidig roll då dess genomslagsförmåga var för låg för att bekämpa dessa.

## Historia

### Utveckling
Bofors 37 mm pvkan designades och utvecklades av vapentillverkaren Bofors under tidigt 1930-tal, huvudsakligen för export. En prototyp byggdes 1932 och utveckling fortsatte fram till 1934, då officiell tillverkning startade. Den nederländska militären var de första att köpa in vapnet (12 stycken 1935) och flera länder följde därefter. Licenstillverkade versioner tillverkades i Danmark, Finland, Nederländerna och Polen.

## Versioner

### Sverige
- 37 mm pansarvärnskanon m/34, kort 37 mm pvkan m/34: Ursprungligen benämnd 37 mm infanterikanon m/34. Försedd med stålekerhjul och fyrkantig sköld (saknar kamouflerande krenelering). Kikarsikte m/34 eller m/38 + reservsikte.[4]
- 37 mm pansarvärnskanon m/38, kort 37 mm pvkan m/38: Försedd med stålhjul med halvmassiv gummiring och sköld med kamouflerande krenelering). Kikarsikte m/34 eller m/38 + reservsikte.[4]
- 37 mm pansarvärnskanon m/38, kort 37 mm pvkan m/38 F: Samma som m/38 fast tillverkad i Finland och försedd med annorlunda tillbehörsutrustning.[4]
- 37 mm kanon m/38 stridsvagns, kort 37 mm kan m/38 strv: Stridsvagnskanon. Kan avfyras elektriskt.[4]

### Norge
- 37 mm infanterikanon m/37, kort 37 mm. Inf./K. m/37.: Förbättrad version av Norska Kongsberg Våpenfabrikk. Ursprungligen beställd av Danska "Dansk Industri Syndikat" (DIS), hösten 1936. En tillverkad och levererad till Danmark i januari 1938. Lättare lavett, stålekerhjul, helt rak fyrkantig sköld och försedd med ett L/57 eldrör.[5][6]

## Ammunition

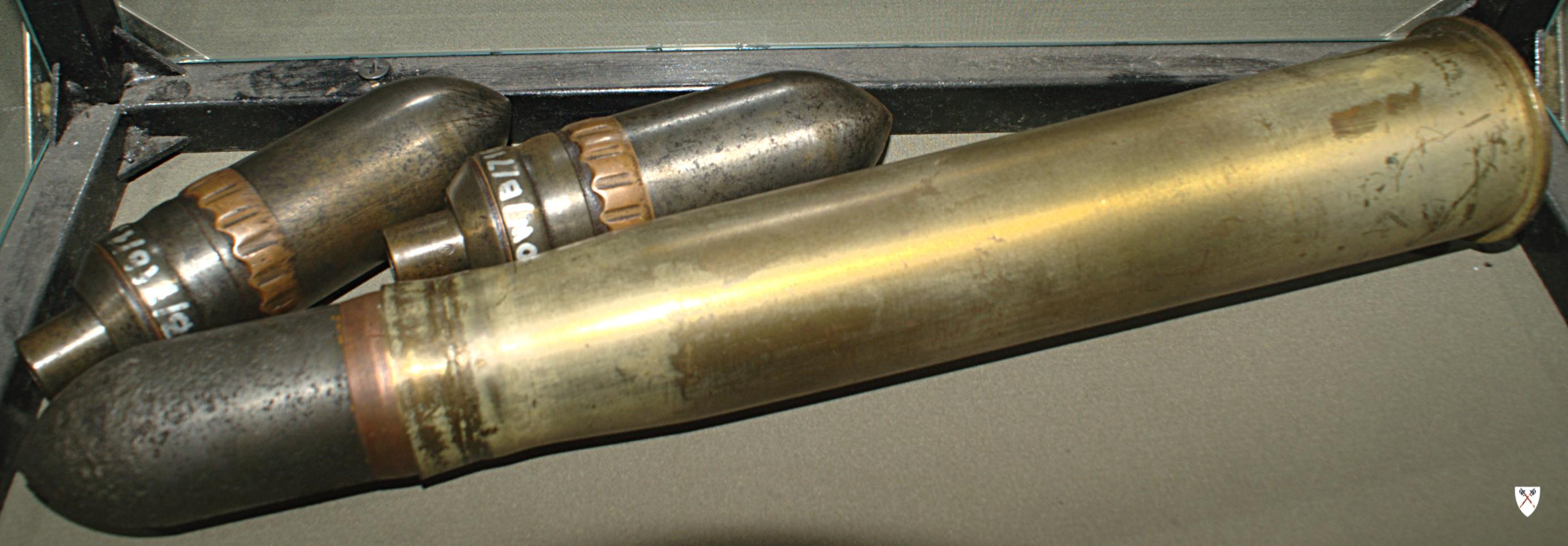
Polsk ammunition till kanonen.

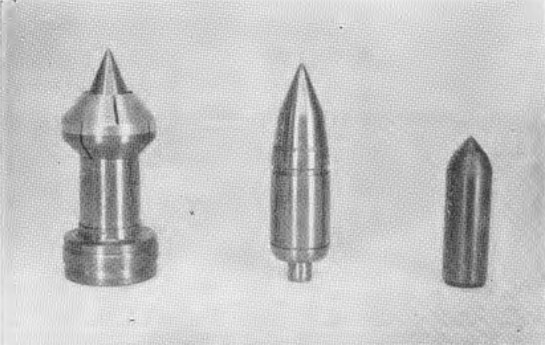
37/24 mm slårljuspansarprojektil m/49 (37/24 mm slpprj m/49), en svensk drivspegelprojektil till kanonen konstruerad av ingenjören Sven Philip.

Bofors 37 mm pvkan kunde skjuta en hel del olika ammunitionstyper. Den sköt primärt standardtyper som pansarprojektil, pansargranat och spränggranat med eller utan spårljus men det utvecklades även mer exklusiv ammunition som rökgranater med vit fosforladdning och underkalibrig ammunition.
Med konventionell pansarprojektil kunde kanonen penetrera över 5 cm av pansar på medellångt avstånd vilket kunde penetrera nästan alla stridsvagnar på 1930-talet, antingen direkt framifrån eller i sidan. När tunga stridsvagnar som Char B1 och senare KV-1 började bli vanliga så blev Bofors 37 mm pvkan snabbt mycket omodern. Detsamma gällde även dess samtida motsvarigheter. I många länder blev då kanonen ersatt av kraftigare kanoner för pansarvärn men i Sverige var kanonen huvudbeväpning i många stridsvagnar vilket krävde att man utvecklade ny ammunition.
Man tänkte sig i början att använda volfram projektiler men då man hade ont om denna metal i Sverige tittade man på andra typer av projektiler. I Nazityskland och Storbritannien hade man börjat använda flänsprojektiler. Dessa var projektiler som hade mindre kaliber än kanonens kaliber men var utrustade med en fläns gjord av mjuk metal som gav dem en tillfällig kaliber som gick ihop med kanonens kaliber. På kanonens mynning fästes då en mynningsförträngare som då bestod av ett avsmalnande rör som gick från kanonens fulla kaliber ner till flänsprojektilens kaliber vid mynningen. Vid avfyrning tvingades flänsprojektilen igenom den avsmalnande pipan som då skapade högre tryck och där med högre mynningshastighet som i sin tur gav högre genomslag. Dock kortade detta ner livslängden för eldröret samt att mynningsföträngaren gjorde det omöjligt att skjuta konventionella sprängranater. Några tester gjordes i Sverige men under slutet av andra världskriget hade man i Storbritannien utvecklat underkalibrig ammunition vilket gav lika god effekt som flänsprojektiler men som inte kortade eldrörets livslängd mer än konventionell ammunition samt kunde skjutas från konventionella eldrör.
Detta ledde till att man började utvecklade en så kallad kärnprojektil till 37 mm pvkan m/38 vilket kom att fastställas som 37/24 mm pansarprojektil m/49. Denna projektil kunde penetrera även de mest moderna stridsvagnarna i sidan på nära avstånd men den låga kalibern och den okonventionella taktiken som behövdes användas för att kunna penetrera de modernaste stridsvagnarna gjorde att man snabbt tog kanonen ur bruk. Vid denna tidpunkt hade kanonen ersatts som huvudpvkan inom infanteriet av 57 mm pvkan m/43 som kunde penetrera mer än dubbelt så mycket pansar som 37 mm pvkan m/38.

### Ammunitionstabeller
| Nationalitet | Patron  | Patron         | Patron    | Patron   | Patron   | Patron   | Prestanda | Prestanda | Prestanda                                                        | Prestanda                         | Prestanda                         | Prestanda                         | Prestanda                         | Prestanda                         | Källor               |
| Nationalitet | Vikt    | Projektil      | Projektil | Laddning | Laddning | Spårljus | Tryck     | Utgångs-h | Genomslag mot homogent stålpansar                                | Genomslag mot homogent stålpansar | Genomslag mot homogent stålpansar | Genomslag mot homogent stålpansar | Genomslag mot homogent stålpansar | Genomslag mot homogent stålpansar | Källor               |
| Nationalitet | Vikt    | Laddning       | Vikt      | Typ      | Vikt     | Spårljus | Tryck     | Utgångs-h | Avstånd                                                          | Anslagshastighet                  | 90° anslagsvinkel                 | 70° anslagsvinkel                 | 60° anslagsvinkel                 | 45° anslagsvinkel                 | Källor               |
| --- | ------- | -------------- | --------- | -------- | -------- | -------- | --------- | --------- | ---------------------------------------------------------------- | --------------------------------- | --------------------------------- | --------------------------------- | --------------------------------- | --------------------------------- | -------------------- |
| 37 mm skarp patron m/34 pansargranat m/34 37 mm sk ptr m/34 pgr m/34                                                         |         |                |           |          |          |          |           |           |                                                                  |                                   |                                   |                                   |                                   |                                   |                      |
| Sverige | -       | -              | -         | NC 1245  | -        | Nej      | -         | 690 m/s   | 0 m 100 m 200 m 300 m 400 m 500 m 600 m 700 m 800 m 900 m 1000 m | - -                               | - -                               | - -                               | - -                               | - -                               | [ 10 ]               |
| 37 mm skarp patron m/34 spårljuspansargranat m/39 37 mm sk ptr m/34 slpgr m/39                                               |         |                |           |          |          |          |           |           |                                                                  |                                   |                                   |                                   |                                   |                                   |                      |
| Sverige | 1,41 kg | 15 gram trotyl | 0,740 kg  | NC 1245  | 0.217 kg | Ja       | 280 MPa   | 775 m/s   | 0 m 100 m 200 m 300 m 400 m 500 m 600 m 700 m 800 m 900 m 1000 m | - -                               | - -                               | - -                               | - 39 mm - 30 mm -                 | - -                               | [ 10 ] [ 11 ] [ 12 ] |
| 37 mm panssarintorjuntakranaatti 27/34-ps R K/36 pr (37 mm pansarvärnsgranat 27/34-ps R m/36 pr) 37 pstkr 27/34-ps R K/36 pr |         |                |           |          |          |          |           |           |                                                                  |                                   |                                   |                                   |                                   |                                   |                      |
| Finland | -       | Trotyl         | 0,740 kg  | -        | -        | Nej      | -         | 810 m/s   | 0 m 100 m 200 m 300 m 400 m 500 m 600 m 700 m 800 m 900 m 1000 m | - -                               | - -                               | - -                               | - -                               | - -                               | [ 13 ]               |
| 37 mm panssarin R 27/34-valojuovalla 6 sek K/36 pr (37 mm pansar R 27/34-spårljus 6 sek m/36 pr) 37 ps R 27/34-Vj6 K/36 pr   |         |                |           |          |          |          |           |           |                                                                  |                                   |                                   |                                   |                                   |                                   |                      |
| Finland | -       | Trotyl         | 0,740 kg  | -        | -        | Ja       | -         | 810 m/s   | 0 m 100 m 200 m 300 m 400 m 500 m 600 m 700 m 800 m 900 m 1000 m | - -                               | - -                               | - -                               | - -                               | - -                               | [ 13 ]               |
| 37 mm panssarintorjuntakranaatti 27/34-ps R K/36 pp (37 mm pansarvärnsgranat 27/34-ps R m/36 pp) 37 pstkr 27/34-ps R K/36 pp |         |                |           |          |          |          |           |           |                                                                  |                                   |                                   |                                   |                                   |                                   |                      |
| Finland | -       | Trotyl         | 0,700 kg  | -        | -        | Nej      | -         | 830 m/s   | 0 m 100 m 200 m 300 m 400 m 500 m 600 m 700 m 800 m 900 m 1000 m | - -                               | - -                               | - -                               | - -                               | - -                               | [ 13 ]               |
| 37 mm panssarintorjuntakranaatti 27/34-ps R K/36 pr (37 mm pansarvärnsgranat 27/34-ps R m/36 pr) 37 pstkr 27/34-ps R K/36 pr |         |                |           |          |          |          |           |           |                                                                  |                                   |                                   |                                   |                                   |                                   |                      |
| Finland | -       | Trotyl         | 0,740 kg  | -        | -        | Ja       | -         | 810 m/s   | 0 m 100 m 200 m 300 m 400 m 500 m 600 m 700 m 800 m 900 m 1000 m | - -                               | - -                               | - -                               | - -                               | - -                               | [ 13 ]               |

| Nationalitet | Patron  | Patron    | Patron    | Patron   | Patron   | Patron   | Prestanda | Prestanda | Prestanda                                                                             | Prestanda                         | Prestanda                         | Prestanda                                                               | Prestanda                                     | Prestanda                                 | Källor               |
| Nationalitet | Vikt    | Projektil | Projektil | Laddning | Laddning | Spårljus | Tryck     | Utgångs-h | Genomslag mot homogent stålpansar                                                     | Genomslag mot homogent stålpansar | Genomslag mot homogent stålpansar | Genomslag mot homogent stålpansar                                       | Genomslag mot homogent stålpansar             | Genomslag mot homogent stålpansar         | Källor               |
| Nationalitet | Vikt    | Laddning  | Vikt      | Typ      | Vikt     | Spårljus | Tryck     | Utgångs-h | Avstånd                                                                               | Anslagshastighet                  | 90° anslagsvinkel                 | 70° anslagsvinkel                                                       | 60° anslagsvinkel                             | 45° anslagsvinkel                         | Källor               |
| --- | ------- | --------- | --------- | -------- | -------- | -------- | --------- | --------- | ------------------------------------------------------------------------------------- | --------------------------------- | --------------------------------- | ----------------------------------------------------------------------- | --------------------------------------------- | ----------------------------------------- | -------------------- |
| 37 mm skarp patron m/34 spårljuspansarprojektil m/38 37 mm sk ptr m/34 slpprj m/38                                    |         |           |           |          |          |          |           |           |                                                                                       |                                   |                                   |                                                                         |                                               |                                           |                      |
| Sverige | 1,39 kg | Solid     | 0,735 kg  | NC 1245  | 0.205 kg | Ja       | 330 MPa   | 785 m/s   | 0 m 100 m 200 m 300 m 400 m 500 m 600 m 700 m 800 m 900 m 1000 m                      | - - 739 m/s -                     | - - 55 mm -                       | - -                                                                     | - - 45 mm 42 mm 40 mm - 35 mm - 32 mm - 29 mm | - - 33 mm - 30 mm - 27 mm - 24 mm - 22 mm | [ 10 ] [ 11 ] [ 14 ] |
| Okänd finsk ammunition                                                                                                |         |           |           |          |          |          |           |           |                                                                                       |                                   |                                   |                                                                         |                                               |                                           |                      |
| Finland | -       | Solid     | -         | -        | -        | -        | -         | 870 m/s   | 0 m 100 m 200 m 300 m 400 m 500 m 600 m 700 m 800 m 900 m 1000 m                      | - -                               | - -                               | - -                                                                     | - - 42 mm - 37 mm - 28 mm                     | - -                                       | [ 13 ]               |
| 37 mm panssariammus - valojuovalla 4 sek K/36 p (37 mm pansarprojektil spårljus 4 sek m/36 p) 37 psav - Vj4 K/36 p    |         |           |           |          |          |          |           |           |                                                                                       |                                   |                                   |                                                                         |                                               |                                           |                      |
| Finland | -       | Solid     | 0,740 kg  | -        | -        | Ja       | -         | 810 m/s   | 0 m 100 m 200 m 300 m 400 m 500 m 600 m 700 m 800 m 900 m 1000 m                      | - -                               | - -                               | - -                                                                     | - -                                           | - -                                       | [ 13 ]               |
| 37 mm panssariammus - valojuovalla 4 sek K/36 pr (37 mm pansarprojektil spårljus 4 sek m/36 pr) 37 psav - Vj4 K/36 pr |         |           |           |          |          |          |           |           |                                                                                       |                                   |                                   |                                                                         |                                               |                                           |                      |
| Finland | -       | Solid     | 0,740 kg  | -        | -        | Ja       | -         | 810 m/s   | 0 m 100 m 200 m 300 m 400 m 500 m 600 m 700 m 800 m 900 m 1000 m 1500 m 2000 m 2500 m | - -                               | - -                               | - 55 mm 52 mm 49 mm 47 mm 44 mm 42 mm - 37 mm - 33 mm 24 mm 17 mm 13 mm | - -                                           | - -                                       | [ 13 ]               |

| Nationalitet                                                                             | Patron | Patron    | Patron    | Patron   | Patron   | Patron   | Prestanda | Prestanda | Prestanda                                                        | Prestanda                                                      | Prestanda                         | Prestanda                         | Prestanda                                     | Prestanda                         | Källor        |
| Nationalitet                                                                             | Vikt   | Projektil | Projektil | Laddning | Laddning | Spårljus | Tryck     | Utgångs-h | Genomslag mot homogent stålpansar                                | Genomslag mot homogent stålpansar                              | Genomslag mot homogent stålpansar | Genomslag mot homogent stålpansar | Genomslag mot homogent stålpansar             | Genomslag mot homogent stålpansar | Källor        |
| Nationalitet                                                                             | Vikt   | Laddning  | Vikt      | Typ      | Vikt     | Spårljus | Tryck     | Utgångs-h | Avstånd                                                          | Anslagshastighet                                               | 90° anslagsvinkel                 | 70° anslagsvinkel                 | 60° anslagsvinkel                             | 45° anslagsvinkel                 | Källor        |
| ---------------------------------------------------------------------------------------- | ------ | --------- | --------- | -------- | -------- | -------- | --------- | --------- | ---------------------------------------------------------------- | -------------------------------------------------------------- | --------------------------------- | --------------------------------- | --------------------------------------------- | --------------------------------- | ------------- |
| 37/24 mm skarp patron m/34 spårljuspansarprojektil m/49 37/24 mm sk ptr m/34 slpprj m/49 |        |           |           |          |          |          |           |           |                                                                  |                                                                |                                   |                                   |                                               |                                   |               |
| Sverige                                                                                  | -      | 24 mm pil | -         | NC 1245  | -        | Ja       | -         | 1150 m/s  | 0 m 100 m 200 m 300 m 400 m 500 m 600 m 700 m 800 m 900 m 1000 m | 1130 m/s - 1100 m/s - 1060 m/s - 1030 m/s - 1000 m/s - 970 m/s | - - 85 mm -                       | - -                               | 70 mm - 65 mm - 62 mm - 58 mm - 55 mm - 52 mm | - -                               | [ 15 ] [ 16 ] |

| Nationalitet | Patron  | Patron         | Patron    | Patron   | Patron   | Patron   | Prestanda | Prestanda | Källor        |
| Nationalitet | Vikt    | Projektil      | Projektil | Laddning | Laddning | Spårljus | Tryck     | Utgångs-h | Källor        |
| Nationalitet | Vikt    | Laddning       | Vikt      | Typ      | Vikt     | Spårljus | Tryck     | Utgångs-h | Källor        |
| --- | ------- | -------------- | --------- | -------- | -------- | -------- | --------- | --------- | ------------- |
| 37 mm skarp patron m/34 spränggranat m/34 37 mm sk ptr m/34 sgr m/34                                                                 |         |                |           |          |          |          |           |           |               |
| Sverige | 1,35 kg | 39 gram trotyl | 0,700 kg  | NC 1245  | -        | Nej      | -         | 800 m/s   | [ 10 ]        |
| 37 mm skarp patron m/34 spränggranat m/43 37 mm sk ptr m/34 sgr m/43                                                                 |         |                |           |          |          |          |           |           |               |
| Sverige | 1,36 kg | 95 gram trotyl | 0,680 kg  | NC 1245  | 0.210 kg | Nej      | 330 MPa   | 805 m/s   | [ 10 ] [ 11 ] |
| 37 mm trotyylikranaatti-valojuovalla 6 sek-27/30 K/36 pr (37 mm trotylgranat-spårljus 6 sek-27/30 m/36 pr) 37 tkrv-Vj6-27/30 K/36 pr |         |                |           |          |          |          |           |           |               |
| Finland | -       | Trotyl         | 0,725 kg  | -        | -        | Ja       | -         | 815 m/s   | [ 13 ]        |
| 37 mm trotyylikranaatti 27/30-R K/36 pr (37 mm trotylgranat 27/30-R m/36 pr) 37 tkrv 27/30-R K/36 pr                                 |         |                |           |          |          |          |           |           |               |
| Finland | -       | Trotyl         | 0,575 kg  | -        | -        | Nej      | -         | 830 m/s   | [ 13 ]        |

| Nationalitet                                                                          | Patron | Patron          | Patron    | Patron   | Patron   | Patron   | Prestanda | Prestanda | Källor |
| Nationalitet                                                                          | Vikt   | Projektil       | Projektil | Laddning | Laddning | Spårljus | Tryck     | Utgångs-h | Källor |
| Nationalitet                                                                          | Vikt   | Laddning        | Vikt      | Typ      | Vikt     | Spårljus | Tryck     | Utgångs-h | Källor |
| ------------------------------------------------------------------------------------- | ------ | --------------- | --------- | -------- | -------- | -------- | --------- | --------- | ------ |
| 37 mm skarp patron m/34 spårljusövningsprojektil m/38 37 mm sk ptr m/34 slövnprj m/38 |        |                 |           |          |          |          |           |           |        |
| Sverige                                                                               | -      | Markerings krut | 0,728 kg  | NC 1245  | 0,213 kg | Ja       | 280 MPa   | 790 m/s   | [ 11 ] |

| Nationalitet                                                            | Patron | Patron          | Patron    | Patron   | Patron   | Patron   | Prestanda | Prestanda | Källor |
| Nationalitet                                                            | Vikt   | Projektil       | Projektil | Laddning | Laddning | Spårljus | Tryck     | Utgångs-h | Källor |
| Nationalitet                                                            | Vikt   | Laddning        | Vikt      | Typ      | Vikt     | Spårljus | Tryck     | Utgångs-h | Källor |
| ----------------------------------------------------------------------- | ------ | --------------- | --------- | -------- | -------- | -------- | --------- | --------- | ------ |
| 37 mm skarp patron m/34 övningsgranat m/34 37 mm sk ptr m/34 övngr m/34 |        |                 |           |          |          |          |           |           |        |
| Sverige                                                                 | -      | Markerings krut | 0,660 kg  | NC 1245  | 0,220 kg | Nej      | 330 MPa   | 810 m/s   | [ 11 ] |

## Användare
- Danmark - Danmark köpte in flera vapen från Bofors plus en licens för egenproduktion. Licensversionen gjordes av Madsen under namnet 37 mm Madsen model 35 och använde kraftigare ammunition (bredare hylsa) samt hade längre pipa (ca 10 cm) och lättare konstruktion.
- Finland - Finland köpte in flera originalvapen och en licens för egenproduktion. De finska vapnen byggdes av Tampella och VTT. I finsk tjänst gick vapnet under namnet 37 PstK/36 Bofors som fältkanon och 37 Psv.K/36 som stridsvagnskanon.
- Nazityskland - Under sina räder i Europa tog Nazityskland ett flertal 37 mm Boforskanoner i bland annat Polen, Danmark och Nederländerna. Vissa vapen kom att användas av tyskarna själva medan resten såldes vidare till t.ex. Finland. Polska kanoner gick under namnet 37 mm Pak 36(p) och danska originalkanoner gick under namnet 37 mm Pak 157(d). Madsenkanoner gick under namnet 3.7 cm Pak 164(d).
- Nederländerna - Nederländerna köpte in flera originalvapen innan kriget. De flesta skulle användes som huvudbeväpning i pansarbilar som t.ex. deras Landsverk L-181:or.
- Polen - Polen köpte in flera originalvapen och en licens för egenproduktion. Vapnet gick under namnet 37 mm Armata przeciwpancerna wz. 36.
- Rumänien
- Spanien
- Sverige - Sverige använde flera olika varianter av vapnet från flera olika fabrikanter. De flesta gjordes av Bofors men vissa individer kom från Polen och Finland. Den första modellen hette 37 mm fältkanon m/34 men ersattes snabbt av en uppdaterad modell som fick beteckningen 37 mm pansarvärnskanon m/38. Denna modell kom även att användas flitigt som stridsvagnskanon under namnet 37 mm pvkan m/38 strv.
- Turkiet
- Storbritannien
- Sovjetunionen
- Jugoslavien